# Bootle (Merseyside)
Bootle is een plaats in het bestuurlijke gebied Sefton, in het Engelse graafschap Merseyside. De plaats telt 59.123 inwoners.

## Geboren
- Allan Williams (1930-2016), zakenman en promotor uit Liverpool (Beatles)
- Billy J. Kramer (1943), zanger
- Peter Charles (1960), springruiter
- Jamie Carragher (1978), voetballer
- Nick Dougherty (1982), golfer
- Jose Baxter (1992), voetballer
- Alex Greenwood (1993), voetbalster